# Longuich
Longuich település Németországban, Rajna-vidék-Pfalz tartományban. Lakosainak száma 1350 fő (2023. december 31.).

## Népesség
A település népességének változása:
| Lakosok száma | 1185 | 1293 | 1309 | 1365 | 1401 | 1350 |
|               | 1975 | 2017 | 2019 | 2021 | 2022 | 2023 |